# Rüya
Rüya war eine türkische Drama-Fernsehserie die vom 18. Juli 2017 bis zum bei 24. September 2017 bei SHOW TV ausgestrahlt wurde. Insgesamt waren 10 Episoden in einer Staffel zu sehen. Die Serie basierte auf dem Märchen Aschenputtel, welches im englischen Sprachraum Cinderella heißt. Die Handlungen wurden in das Jahr 2017 versetzt.

## Handlung
Elif träumt davon eine erfolgreiche Modedesignerin zu werden – jedoch hat ihre Familie andere Pläne. Elif soll jemanden heiraten, den sie nicht kennt. Dank ihrer gewitzten und schlauen Freundin Yıldız (Funda Bostanlik), kann den Plänen von Elif's Vater ein Strich durch die Rechnung gemacht werden.

## Besetzung

### Hauptdarsteller
| Hazal Filiz Küçükköse | Elif Ardali   | 1.01–1.10 |
| Ceyhun Mengiroğlu     | Bulut Giray   | 1.01–1.10 |
| Funda Bostanlik       | Yıldız Akarsu | 1.01–1.10 |
| Ulaş Tuna Astepe      | Alaz Noyan    | 1.02–1.10 |

### Nebendarsteller
| Özge Özder          | Ruhşan Giray     | 1.01–1.10 |
| Atilla Saral        | Cihan Giray      | 1.01–1.10 |
| Özge Sezince Varley | Güllendem Ardalı | 1.01–1-10 |
| Turgut Tunçalp      | Faysal Ardalı    | 1.01–1.10 |

## Auszeichnungen
2017: Preis für Rüya in der Kategorie Bestes Drehbuch am 1. Trabzon Uluslararası Film Festivali
2017: Preis für Rüya in der Kategorie Bester Schnitt am 1. Trabzon Uluslararası Film Festivali